# Crimson II
Crimson è l'ottavo album in studio del gruppo musicale progressive death metal svedese Edge of Sanity, pubblicato dalla Black Mark nel 2003.

## Tracce
1. Crimson II – 43:00

## Formazione
- Dan Swanö - voce, chitarra, basso, batteria, tastiere